# 内山岩太郎

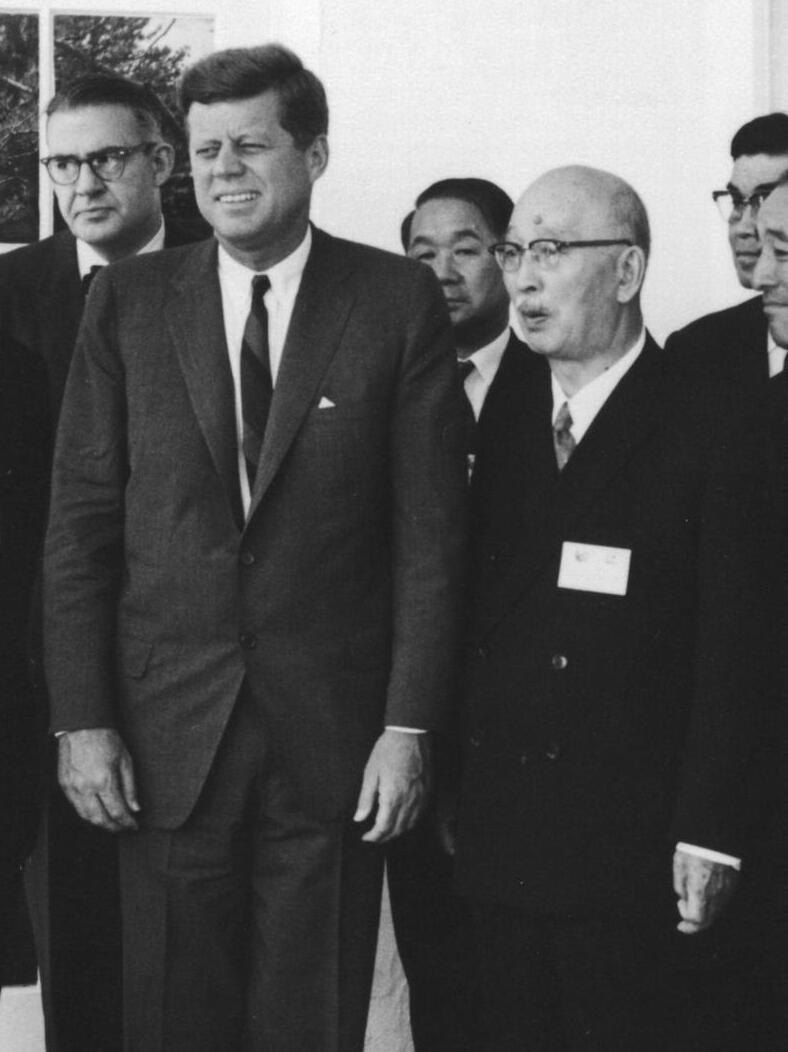
1962年5月21日、ホワイトハウスにてケネディ大統領（左）と。

内山 岩太郎（うちやま いわたろう、1890年〈明治23年〉2月28日 - 1971年〈昭和46年〉11月19日）は、日本の外交官・政治家・実業家。神奈川県知事（公選第1・2・3・4・5代）、テレビ神奈川初代社長。日本の国際連合加盟に貢献をした人物として知られる。群馬県前橋市出身。元丸紅ブラジル会社副社長の内山勇は三男。

## 経歴
1890年（明治23年）、群馬県前橋市で生まれる。1902年（明治35年）、群馬県立前橋中学校（群馬県立前橋高等学校）に入学。1907年（明治40年）、東京外語学校（現東京外国語大学）スペイン科に入学。卒業後の1912年（明治45年）に外務省に入省。外務書記生に任命されスペイン公使館に勤務する。1917年（大正6年）、外交官領事官試験に合格し、チリに赴任。その後、サンパウロ総領事・リオ参事官などの要職を歴任。
1926年（大正15年）、ジュネーブ公使館二等書記官時代、第八回国際労働会議に政府代表顧問として参加。1937年（昭和12年）、アルゼンチン公使に就任。1943年（昭和18年）、外務省を退官。1946年（昭和21年）、官選の神奈川県知事に就任。1947年（昭和22年）、神奈川県知事選に立候補のために知事を辞任し、最初の公選知事として当選（以後在任20年・5期）。1957年（昭和32年）、日本アルゼンチン協会会長。1966年（昭和41年）、勲一等瑞宝章を受章。長年の功績がたたえられてペヘレイがアルゼンチンから移植された。1971年（昭和46年）、横浜市港北区で死去、81歲。
このほか第12回全国菓子大博覧会名誉副総裁、江の島ヨットクラブ会長などの要職を歴任した

## 国連加盟をめぐって
第二次世界大戦後の日本が国際連合への加盟を目指した時、ソ連をはじめとする共産圏諸国以上に大きな障壁として立ちはだかったのが、安全保障理事会非常任理事国のフィリピンだった。内山はフィリピンとの交渉の中で、日本軍が破壊したマニラの大寺院の復興を条件にフィリピン側の譲歩を狙った。この戦法があたり、フィリピン側の譲歩につながった。ただし、寺の復興への協力は得られず、内山はひとりでこの事業に従事し、1958年までかかって完成させた。

## 人物
- スペイン語が堪能
- 相模湖の名づけ親
- 戦後いち早く文化活動の復興に尽力し、早くも1951年には神奈川県立近代美術館（坂倉準三設計）、そして1954年には神奈川県立図書館・音楽堂（前川國男設計）の開館を実現させた
- 1950年代に、東南アジア諸国との関係改善を目指すアジア善隣国民運動を主導。同運動では全国募金で集めた資金により、マニラ大聖堂の復旧に使用するセメントの寄贈等が行われた[2]。
- カトリック信者

## 栄典
- 1940年（昭和15年）8月15日 - 紀元二千六百年祝典記念章[3]
- 1966年（昭和41年）11月3日 - 勲一等瑞宝章[4]

## 主な著書・論文

### 著書
- 『亜爾然丁の最近経済事情並に日亜貿易に就て』横浜商工会議所、1930年11月。 NCID BA80968247。全国書誌番号:44027881 NDLJP:1096258。
- 『日亜貿易の現状並その対策』日本貿易振興協会〈講演 第2輯〉、1941年1月。 NCID BA31417906。全国書誌番号:46041814 NDLJP:1142472。
- 『アメリカの表情 米国の自治制度視察記』神奈川新聞社、1950年12月。 NCID BN14501054。
- 「内山岩太郎（神奈川県知事）」『私の履歴書』 第21集、日本経済新聞社、1964年6月、7-82頁。 NCID BN02850792。全国書誌番号:49002361。
- 横浜市総務局市史編集室 編「内山岩太郎日記」『占領期の地方行政』横浜市〈横浜市史 2 資料編 3〉、1993年3月。 NCID BN09745526。全国書誌番号:94006324 NDLJP:13178714。

### 論文
- 「観光資源としての国立公園今後の在り方」『國立公園』第31号、自然公園財団、1952年6月、6-7頁、NAID 40001377321。
- 「大自然公園の神奈川」『政界往来』第19巻第4号、政界往来社、1953年4月、47-49頁、NAID 40002013528。
- 「工業地帯整備と神奈川県」『国土』第3巻第11号、国土計画協会、1953年11月、35-37頁、NAID 40001322608。
- 「道州制の問題について」『都市問題』第45巻第11号、後藤・安田記念東京都市研究所、1954年11月、1971-1977頁、NAID 40002709124。
- 「わが文化政策」『芸術新潮』第7巻第6号、新潮社、1956年6月、44-46頁、NAID 40000929414。
- 「府県行政の実態」『地方自治』第118号、ぎょうせい、1957年10月、106-111頁、NAID 40002376190。

## 像
1975年に神奈川県神奈川区の県私学会館前に8.8mの立像が建立されたが、東日本大震災後、近隣住民より地震による倒壊を懸念する声が寄せられたため、2012年、立像を撤去した後、改めて胸像を設置している。